# Хенрик, Кэти
Кэ́ти Хе́нрик (англ. Katie Henrick) — английская снукеристка и пулистка, одна из ведущих снукеристок современности.

## Карьера
Начала играть в снукер в 1994 году. В 2005 была финалисткой чемпионата Европы. В 2007 заняла второе место на чемпионате мира, проиграв в финале Риан Эванс со счётом 3:5. В 2009-м на высоком уровне начала играть в пул (восьмёрку), но при этом продолжает свою снукерную карьеру — в 2010 году она достигла полуфинала очередного мирового первенства.
Свой наивысший брейк сделала на чемпионате мира 2002 года в матче против Марии Каталано. 
Кэти тренируется вместе с бывшим игроком PIOS Гэри Мартином.